# Медалион Рахими
Медалион Рахими (енгл. Medalion Rahimi; Лос Анђелес, 15. јул 1992) је амерички глумац.
Рахимијева је најпознатија по улози посебне агенткиње Фатиме Намази у серији Морнарички истражитељи: Лос Анђелес.